# Konstantin Semenov
Konstantin Sergeyevich Semenov(russo:Константин Сегеевич Семёнов;Tokmok, 9 de junho de 1989) é um jogador de vôlei de praia russo. que foi semifinalista nos Jogos Olímpicos de Verão de 2016 no Brasil.

## Carreira
Konstantin Semenov representou seu país nos Jogos Olímpicos de Verão. Sua primeira participação ocorreu em 2012, na edição dos Jogos Olímpicos de Verão em Londres quando formava dupla com Sergey Prokopyev quando finalizou na nona colocação.
A outra edição que disputou foi a dos Jogos Olímpicos de Verão de 2016 no Rio de Janeiro, e desta vez foi semifinalista ao lado de Viacheslav Krasilnikov, alcançando a quarta posição, perdendo a medalha de bronze para a dupla holandesa Robert Meeuwsen e Alexander Brouwer.

## Títulos e resultados
- Jogos Olímpicos de Verão:2016[3]